# A través de los sueños
A través de los sueños es el primer álbum como solista del exlíder de Don Cornelio y La Zona y Los Visitantes Palo Pandolfo lanzado en el año 2001. Este disco se vuelve a reeditar en el año 2007 acompañado del Soundtrack original de la película de 2006 titulada Nacido y criado del director Pablo Trapero, que le valiera una nominación a los premios Cóndor de Plata en la categoría mejor banda de sonido.
Este álbum, que consagra definitivamente a Pandolfo como uno de los grandes cantautores nacionales de todos los tiempos, cuenta además con las participaciones de Fito Páez, Federico Gil Solá y Los Super Ratones. La producción artística del álbum estuvo a cargo de por el propio Pandolfo.

## Lista de canciones
| N.º | Título                   | Duración |  |
| 1.  | «Te quiero llevar»       | 05:11    |  |
| 2.  | «Virgen»                 | 03:27    |  |
| 3.  | «Caminos»                | 04:23    |  |
| 4.  | «Candelaria»             | 03:28    |  |
| 5.  | «Todos somos el enviado» | 03:07    |  |
| 6.  | «Zen Fatal»              | 06:11    |  |